# キトン (衣類)

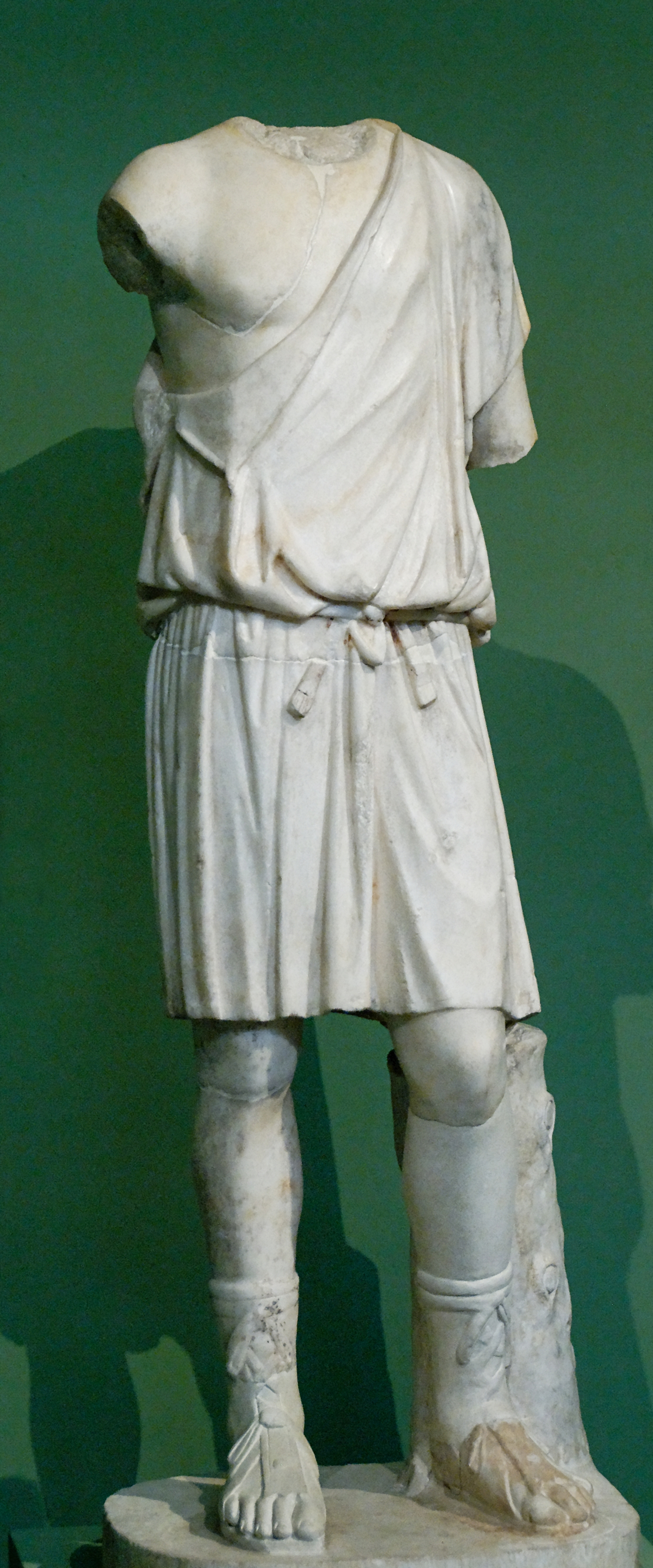
キトンを着た若い男の像

キトン（χιτών）とは古代ギリシアの男女が用いた衣服のこと。
紀元前6世紀ごろ、従来の毛織物に代わってエジプトから輸入された亜麻布を使った衣服の総称。

## 概要
女子の着付け方には大きく分けて二方式がある。従来のペプロスと同じ、上端を折り返して体に巻きつけ、両肩を留めて腰に帯を締めるドーリア式。腕を出す穴を残して脇が縫われた二枚の布で体を挟み、肩から手首までを数か所に分けて留めた後、帯を占めて襷のように肩ひもを掛けるイオニア式。時にはイオニア式キトンの上にドーリア式キトン（ペプロス）を重ねることもあった。
男子の着付け方も、女子のドーリア式と同様の両肩を留めるものと、エクソミス（ἐξωμίς）といって左肩のみ留めるものがあった。
女子のキトンは踝丈だったが、男子のキトンは腿丈がほとんどで、子供や軍人、旅装や羊飼い、猟をするときなどは膝上丈にして着ていた。ただ、男性でも身分の高い者や儀式などの礼装としては踝丈の長いものを使っていた。
色は白が多かったが、壁画などに染色を施されたものも見える。基本的に外套のヒマティオンより淡い色に染められた。
外套としては男女ともにヒマティオンと呼ばれるウールの一枚布を身に着けていた。短いヒマティオンはクラミスともいい、旅人や羊飼いが好んで着た。女性が着るクラミスはクラニディオンとも呼ばれる。
肩を止めるポルパイ（フィビュールとも）は安全ピンのように針が肌に触れない構造になっており、青銅製の簡素なものであった。腰を締めるベルトについては、高位の男性は現代のものと変わらない革製で金属のバックルがついたものを用い、高位の女性も革製のもののほか飾り帯を使っていた。アクセサリーはエジプトに比べると幾分地味だが、繊細な金属細工のものを使っていた。ハルモニアーの首飾りやエイレイテュイアへ贈られた賄賂の首飾りなど、ギリシア神話に登場するネックレスは高価な贈答品として登場するものが多い。
帽子はペタソスという旅人が被る鍔（つば）広のものがあり、ヘルメース神が愛用していた姿を隠せる魔法の帽子もこのペタソスであった。
靴は、高位の身分にサンダルが用いられたほか、喜劇役者の用いたソックという薄い革底の靴、悲劇役者が用いた半長靴に似た靴、農民などの自由市民が用いたズックに似た靴などがあった。奴隷身分には靴を履くことは許されなかった。
キトンはローマ婦人の普段着となり、特に既婚女性のものはストーラと呼ばれた。